# Festival international du film de Singapour
 (septembre 2024).
Le Festival international du film de Singapour ou (SIFF, devenu SGIFF en 2012) est un festival de cinéma singapourien qui existe depuis 1987. Le festival a été fondé par deux cinéphiles australiens installés à Singapour, Geoffrey Malone et L. Leland Whitney (cofondateurs). De 1987 à 2005, la direction artistique du festival a été assurée par Philip Cheah, avec l'aide de Teo Swee Leng. Depuis 2012, le festival est dirigé par Yuni Hadi.
La 26e édition du SGIFF a eu lieu du 26 novembre au 6 décembre 2016.